# Casa Rafael Ferrer i Vidal
La Casa Rafael Ferrer i Vidal és un edifici de Vilanova i la Geltrú (Garraf) catalogat com a bé cultural d'interès local.

## Història
Va ser projectat el 1880 per l'arquitecte August Font per l'indià Rafael Ferrer i Vidal, que havia passat trenta anys a Cuba.

## Descripció
Es tracta d'un edifici amb pati posterior en una parcel·la que ocupa un extrem de l'illa. L'immoble és de planta rectangular compost de planta baixa i dos pisos sota coberta plana. Consta de tres crugies amb l'escala central amb claraboia voltada d'un passadís en U que dona accés a les peces. Al costat de la mitgera té un celobert que comunica les plantes i dona accés al terrat.
Les parets de càrrega són de paredat comú, tàpia i totxo. Els forjats són de bigues de fusta i revoltó ceràmic. El terrat és a la catalana.
La façana principal es compon segons tres eixos verticals que es corresponen amb les tres crugies. La planta baixa presenta portal i finestrals laterals d'arc rebaixat. La primera planta té tres balcons, el central és més llarg, amb mènsules i frontons. El segon pis té un balcó central de tres obertures i dos balcons a cada banda d'una sola obertura. Tots ells amb llinda i enrasats a la façana. La façana lateral segueix les mateixes pautes compositives que la principal.
El coronament està format per una cornisa, mènsules i barana de terrat.